# 南圣马特乌斯
南圣马特乌斯是巴西巴拉那州的一个市镇。总面积1342.633平方公里，总人口40791人，人口密度30.4人/平方公里。